# Новопідгірне
Новопідгі́рне — село в Україні, у Криничанській селищній громаді Кам'янського району Дніпропетровської області.
Орган місцевого самоврядування — Криничанська селищна рада. Населення — 228 мешканців.

## Географія
Село Новопідгірне знаходиться на відстані 0,5 км від сіл Іллінка і Червоний Яр.

## Населення

### Мова
Розподіл населення за рідною мовою за даними перепису 2001 року:
| Мова            | Відсоток |
| --------------- | -------- |
| українська      | 95,6 %   |
| російська       | 3,9 %    |
| інші/не вказали | 0,5 %    |